# Nørre Nebel Sogn
Nørre Nebel Sogn ist eine Kirchspielsgemeinde (dän.: Sogn) im südlichen Dänemark. Bis 1970 gehörte sie zur Harde Vester Horne Herred im damaligen Ribe Amt, danach zur Blaabjerg Kommune im erweiterten Ribe Amt, die im Zuge der  Kommunalreform zum 1. Januar 2007 in der „neuen“  Varde Kommune in der Region Syddanmark aufgegangen ist.
Im Kirchspiel leben 1501 Einwohner, davon 1311 im Kirchdorf (Stand:1. Januar 2023). Im Kirchspiel liegt die Kirche „Nørre Nebel Kirke“.
Nachbargemeinden sind  im Osten Lydum Sogn, im Südosten Lunde Sogn, im Süden Ovtrup Sogn, im Südwesten Henne Sogn und im Westen Lønne Sogn, ferner in der nördlich benachbarten Ringkøbing-Skjern Kommune Sønder Bork Sogn.